# Le Juif dans les épines
Le Juif dans les épines (en allemand Der Jude im Dorn) est un conte antisémite recueilli et arrangé par les frères Grimm et publié dans leur livre Contes de l'enfance et du foyer (Kinder- und Hausmärchen).

## Résumé
Un valet naïf reçoit, après trois ans de bons et loyaux services, la somme dérisoire de trois hellers de son avare de maître. Ne comprenant rien à l'argent, il s'en satisfait. Il rencontre alors un petit homme, qui lui demande quelques sous. De bon cœur, le valet lui offre ce qu'il possède, et le nain pour le remercier décide de satisfaire trois de ses vœux. Le valet demande une sarbacane qui touchera tout ce qu'il visera, un violon dont la musique forcera les gens à danser ; enfin, que personne ne puisse refuser ce qu'il demandera.
Le valet rencontre alors un Juif occupé à écouter un oiseau perché sur un arbre. Il l'abat pour lui avec sa sarbacane, et l'oiseau tombe dans un buisson d'épines. Alors que le Juif s'est faufilé dans le buisson pour le récupérer, le valet se met à le faire danser au son du violon.
« Bon Dieu, arrête ce violon. Quel crime ai-je commis ? » s'écrie le Juif.
Tu as suffisamment volé les gens, répond le valet gaiement, aussi, il n’y a aucune injustice, et il recommence à jouer. Pour faire cesser son supplice, le Juif promet de l’argent au valet, qui continue à le faire danser dans le buisson épineux jusqu’à ce que la somme offerte par le Juif atteigne les cent florins qu’il a dans son sac et qu’il avait escroqués à un Chrétien.
À la vue de cet argent, le serviteur accepte et prend le sac et son violon, et s’éloigne calmement par le chemin.
Le Juif court immédiatement chez le juge pour porter plainte et le serviteur est arrêté, jugé et condamné à être pendu. En montant sur l’échafaud, il demande de pouvoir jouer encore une dernière fois du violon. Dès que les premières notes de musique sortent de son violon, tous les gens sur la place du marché se mettent à danser, si longtemps et si sauvagement, qu’à la fin pour faire cesser leur malheur on est obligé de l'acquitter. Sous la menace de se remettre à jouer, le Juif avoue avoir volé l’argent, et est pendu.

## Origine
Les Contes de l'enfance et du foyer des frères Grimm, comprennent ce conte depuis leur première édition en 1815, sous le numéro 14. Selon les frères Grimm eux-mêmes, ce conte est basé sur la comédie ‘‘Histoire d'un serviteur rustre’‘ (Historia von einem Bawrenknecht) d'Albrecht Dietrich, où le serviteur se prénomme Dulla et où la victime n'est pas un Juif mais un moine, et sur une pièce de carnaval ‘‘Fastnachtspiel von Fritz Dölla’‘ de Jakob Ayrer. Ils ont ensuite combiné cette histoire avec celle de ‘‘Till l'espiègle’‘ (Till Eulenspiegel) et ont utilisé aussi un récit provenant de la région de Paderborn et un autre de Hesse. Ce dernier commence comme le ‘‘Conte du bêta’‘ (Dummlingsmärchen) où le plus jeune désire un chapeau, qui le conduise sur le droit chemin, un anneau qui réponde à tous ses désirs et un violon qui oblige les gens à danser, et qui les rendra tous riches.
Le motif de la « danse dans les épines » devient très populaire, et les frères Grimm le réutilisent dans leur conte ‘‘Le cher Roland’‘ (Der liebste Roland). La demande d'un dernier vœu salvateur avant d'être exécuté se retrouve aussi dans leur conte ‘‘La lumière bleue’‘ (Das blaue Licht).

## Littérature
- (de) Kinder- und Hausmärchen (édition complète avec 184 illustrations de l'artiste de l'époque et une postface de Heinz Rölleke), Düsseldorf et Zürich, 1999, p. 534-541 ; Artemis & Winkler Verlag, Patmos Verlag  (ISBN 3-538-06943-3).
- (de) Kinder- und Hausmärchen (dernière édition avec les remarques originales des frères Grimm et en annexe toutes les modifications effectuées lors des publications successives. Tome 3 : remarques originales, postfaces et bibliographie complète), Stuttgart, 1994, p. 203-204 et 488-489. Reclam-Verlag  (ISBN 3-15-003193-1).
- Contes de l'enfance et du foyer (traduction de P. Berlin, avec des illustrations de Zig Brunner), Delagrave, 1932, 188 pages.